# Margarete Franke
Margarete Franke (* 27. Januar 1909 in Gelsenkirchen; † 24. Juni 2011 ebenda; vollständiger Name Grete Maria Anna Franke) war eine deutsche Innenarchitektin und Künstlerin. Sie entwarf Kirchenausstattungen, Kunstverglasungen (Glasmalereien), Schriftgestaltungen (Kalligrafie), Mosaiken und Wandmalereien. In späteren Jahren schuf sie auch Aquarelle und Zeichnungen.

## Leben
Margarete Franke kam als viertes von sechs Kindern des Architekten Josef Franke und seiner Frau Therese geb. Bomers zur Welt. Sie wuchs in Gelsenkirchen auf und studierte, zunächst gegen den Widerstand ihres Vaters, ab 1929 an der Kunstgewerbeschule Hildesheim und von 1933 bis 1934 an der Kunstgewerbeschule Aachen (namentlich bei Rudolf Schwarz, Anton Wendling, Hans Schwippert, Anton Schickel und Fritz Schwerdt). Erste selbständige Arbeiten entstanden 1932, ab 1935 unterhielt sie ein eigenes Atelier in Gelsenkirchen. Beim Tod ihres Vaters im Januar 1944 übernahm sie die Bauleitung seiner laufenden Projekte, jedoch ohne sich dauerhaft als Architektin zu etablieren. Franke war Gründungsmitglied des Gelsenkirchener Künstlerbunds. 1952 gewann sie unter mehr als 4.000 Teilnehmern den 4. Kunstpreis der Stadt Düsseldorf „Eisen und Stahl“ (in der Kategorie angewandte Kunst) – gemeinsam mit dem Künstler Joseph Beuys.

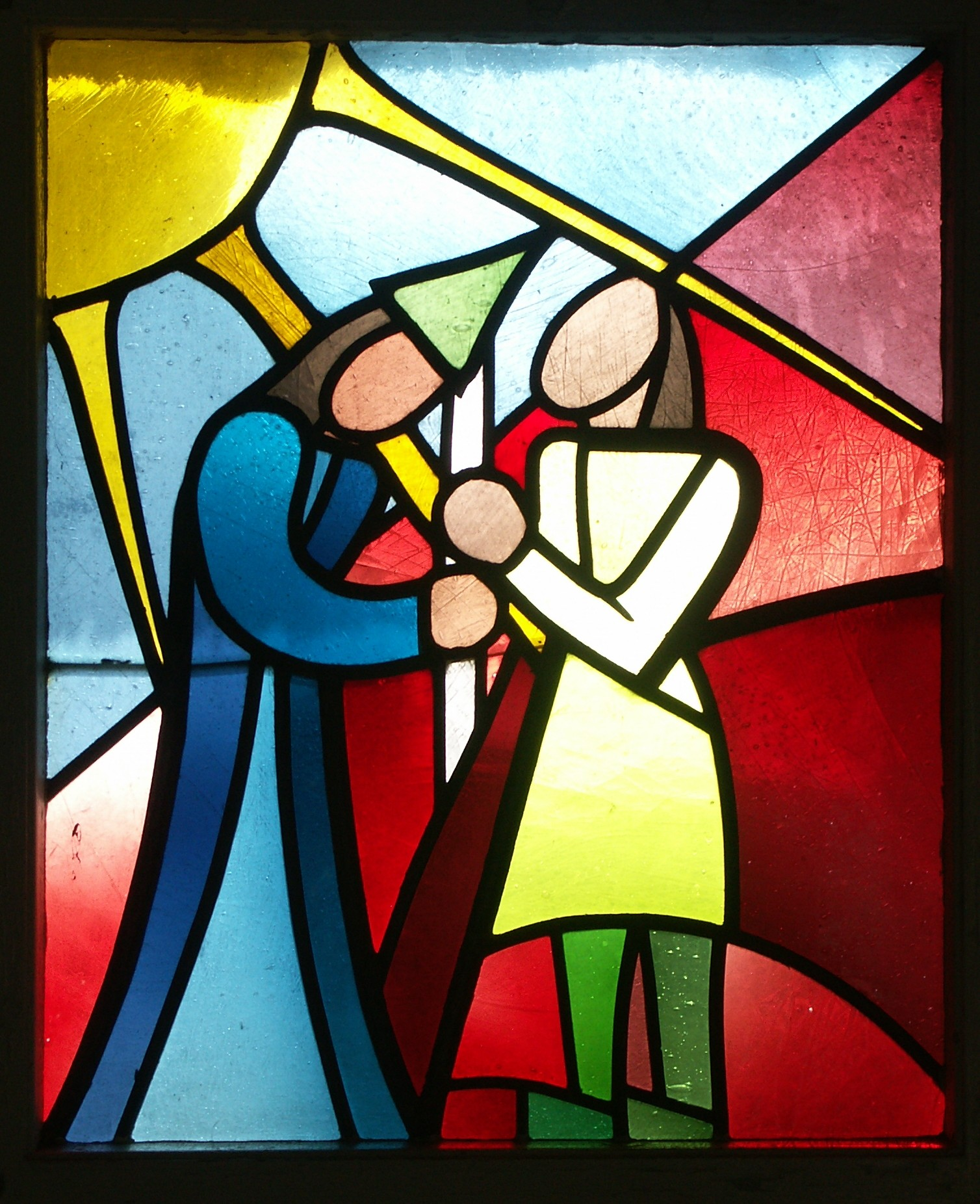
Fenster in der Kirche St. Nikolaus auf Baltrum

Besonders bekannt wurde – auch durch Verbreitung in der zeitgenössischen Nikolaus-Literatur – ihre Darstellung von Nikolaus-Legenden in den Fenstern der katholischen Kirche St. Nikolaus auf der Nordseeinsel Baltrum.